# حوزه انتخابیه لنجان
حوزهٔ انتخابیه لنجان یکی از حوزه‌های استان اصفهان برای انتخابات مجلس شورای اسلامی است. این حوزه به مرکزیت زرین‌شهر ۱ نماینده دارد.

## نمایندگان

### دورۀ دهم
1. محسن کوهکن ریزی[۲]

### دورۀ یازدهم
1. حسین رجایی ریزی

### دورۀ دوازدهم
1. اکبر پولادی

## پی‌نوشت و منبع
1. ↑  «اکبر پولادی منتخب مردم لنجان برای حضور در مجلس دوازدهم شد». مهر.
2. ↑  «فارس گزارش می‌دهد
مجلس دهم در «راند» دوم تکمیل شد/ اصولگرایان و اصلاح طلبان چند کرسی در مجلس آینده دارند؟ + جدول». خبرگزاری فارس. 1392/02/11. بایگانی‌شده از اصلی در 13 سپتامبر 2016. دریافت‌شده در 1395/06/23. تاریخ وارد شده در |بازبینی=،|تاریخ= را بررسی کنید (کمک)

- «جدول حوزه‌های انتخابیه در انتخابات نهمین دورهٔ مجلس شورای اسلامی» (PDF). مرکز پژوهش و سنجش افکار صدا و سیما. بایگانی‌شده از اصلی (PDF) در ۵ اكتبر ۲۰۱۸. دریافت‌شده در ۱۸ مارس ۲۰۱۶. تاریخ وارد شده در |archive-date= را بررسی کنید (کمک)